# 옌스 크리스티안 크리스텐센
옌스 크리스티안 크리스텐센(덴마크어: Jens Christian Christensen, 1856년 11월 21일~1930년 12월 19일)는 덴마크의 정치인이다. 소속 정당은 좌파당이었다.
윌란반도에서 부유한 농민의 아들로 태어났으며 1895년에 좌파당에 입당했다. 1905년 1월 14일부터 1908년 10월 12일까지 제19대 덴마크의 총리를 역임했고 덴마크 문화부 장관(1901년 7월 24일~1905년 1월 14일), 덴마크 국방부장관 장관(1905년 1월 14일~1908년 10월 12일, 1909년 9월 16일~1909년 10월 18일), 덴마크 교회부 장관(1920년 5월 5일~1922년 8월 15일)을 역임했다.
문화부 장관 재직 시절에는 마을 학교 개혁 정책을 시행했고 총리 재직 시절에는 여성의 참정권을 인정하는 성과를 냈지만 1908년에 일어난 정치 스캔들에 연루된 책임을 지고 총리 자리에서 물러나게 된다.